# Vuelta al Táchira 1990
La 25ª edición de la Vuelta al Táchira se disputó desde el 12 hasta el 22 de enero de 1990.
Perteneció al calendario de la Federación Venezolana de Ciclismo. El recorrido contó con 10 etapas y 1280 km, transitando por el departamento de Norte de Santander y los estados Mérida y Táchira.
El ganador fue el colombiano José Díaz del equipo Selección de Colombia, quien fue escoltado en el podio por Augusto Triana y Alexis Méndez.
Las clasificaciones secundarias fueron; José Díaz ganó la clasificación por puntos, Hernán Buenahora la montaña y la clasificación por equipos la ganó Selección de Colombia.

## Equipos participantes
Participaron varios equipos conformados por entre 6 y 8 corredores, con equipos de Venezuela, España, Cuba y Colombia.
| - Lotería del Táchira - Lotería del Táchira B - Club Cadafe - Harina Juana - Gobernación de Trujillo - Gobernación de Táchira | - Selección de Colombia - Café de Colombia - Selección de Cuba - Selección de España |

## Etapas
| Etapa   | Fecha       | Recorrido                  | Km  | Ganador           | Lider       |
| Prólogo | 11 de enero | Circuito en San Cristóbal  | 7   | Luis Moreno       | Luis Moreno |
| 1ª      | 12 de enero | San Cristóbal - Cúcuta     | 145 | José Díaz         | José Díaz   |
| 2ª      | 13 de enero | Cúcuta - Pamplona          | 116 | José Díaz         | José Díaz   |
| 3ª      | 14 de enero | San Antonio - Cúcuta       | 144 | Robinson Merchán  | José Díaz   |
| 4ª A    | 15 de enero | Villa del Rosario - Táriba | 86  | Sergio González   | José Díaz   |
| 4ª B    | 15 de enero | CRI en San Cristóbal       | 15  | José Díaz         | José Díaz   |
| 5ª      | 17 de enero | San Cristóbal - Siberia    | 156 | Hernán Buenahora  | José Díaz   |
| 6ª      | 18 de enero | San Joaquin - Colón        | 143 | Manuel Guevara    | José Díaz   |
| 7ª      | 19 de enero | Colón - Tovar              | 168 | Luis Espinosa     | José Díaz   |
| 8ª      | 20 de enero | Tovar - La Grita           | 137 | Carlos Ropero     | José Díaz   |
| 9ª      | 21 de enero | Circuito en San Cristóbal  | 115 | Hernando Afanador | José Díaz   |
| 10.ª    | 22 de enero | Rubio - San Cristóbal      | 118 | Hernán García     | José Díaz   |

## Clasificaciones

### Clasificación general
| Posición | Ciclista         | Equipo                | Tiempo     |
|          | José Díaz        | Selección de Colombia | 36:34:37   |
| 2º       | Augusto Triana   | Selección de Colombia | + 00:02:15 |
| 3º       | Alexis Méndez    | Lotería del Táchira   | + 00:02:37 |
| 4º       | Héctor Suesca    | Selección de Colombia | + 00:02:37 |
| 5º       | Hernán Buenahora | Café de Colombia      | + 00:03:25 |
| 6º       | José González    | Selección de Colombia | + 00:04:37 |
| 7º       | Luis Moreno      | Selección de Colombia | + 00:05:09 |
| 8º       | Carlos Alba      | Lotería del Táchira   | + 00:05:28 |
| 9º       | Israel Ochoa     | Selección de Colombia | + 00:07:30 |
| 10º      | Enrique Campos   | Harina Juana          | + 00:08:47 |

### Clasificación por puntos
| Posición | Ciclista     | Equipo                | Puntos |
|          | José Díaz    | Selección de Colombia |        |
| 2°       | Bandera de ? | Bandera de ?          |        |
| 3°       | Bandera de ? | Bandera de ?          |        |

### Clasificación de la montaña
| Posición | Ciclista         | Equipo           | Puntos |
|          | Hernán Buenahora | Café de Colombia |        |
| 2°       | Bandera de ?     | Bandera de ?     |        |
| 3°       | Bandera de ?     | Bandera de ?     |        |

### Clasificación de los sprints
| Posición | Ciclista     | Equipo       | Puntos |
|          | Bandera de ? | Bandera de ? |        |
| 2°       | Bandera de ? | Bandera de ? |        |
| 3°       | Bandera de ? | Bandera de ? |        |

### Clasificación sub-23
| Posición | Ciclista     | Equipo       | Tiempo |
|          | Bandera de ? | Bandera de ? |        |
| 2°       | Bandera de ? | Bandera de ? |        |
| 3°       | Bandera de ? | Bandera de ? |        |

### Clasificación por equipos
| Posición | Equipo                | Tiempo |
|          | Selección de Colombia |        |
| 2°       | Lotería del Táchira   |        |
| 3°       | Bandera de ?          |        |